# 田口紗帆
田口 紗帆 (たぐち さほ、1991年12月24日 - ) は、神奈川県出身の元女子プロ野球選手、指導者、監督。

## 来歴
きっかけは親族皆で野球をした時に楽しさを感じ、より上手になりたいと思ったからだという。小学3年時に少年野球チームに入団し、中学1年時にオリオールズレディース (女子軟式)、中学2年時にはレベルアップを狙い大学生などが所属するクラブチームに所属。駒沢学園女子高校 (女子硬式)では1年時からのレギュラー出場や3年時に主将を務めるなど活躍。日本体育大学在学中には学外の新波 (女子)に所属していた。
2014年からウエスト・フローラに所属、プロデビューを果たした。2018年に埼玉アストライアに移籍。
2019年11月1日、今季限りで女子プロ野球リーグを退団することが発表された。退団後は一般企業に就職しアスリートのキャリアサポートなどを行う部署で勤務した。
2020年創設で、NPB (日本のプロ野球)所属球団として初公認の埼玉西武ライオンズ・レディースでコーチを務めることとなった。背番号は55。
2023年には自らもキャリアサポートなどの会社の起業に携わる（取締役）。
2024年には石平英一に代わって第3代監督に就任することが発表された。その後年内をもって退団を発表。

## 人物
50m走・7秒11、遠投・70mという身体能力。
愛称 (ニックネーム) は「さほ」。血液型はA型。

## 詳細情報

### 年度別打撃成績
| 年 度     | 球 団        | 試 合 | 打 席 | 打 数 | 得 点 | 安 打 | 二 塁 打 | 三 塁 打 | 本 塁 打 | 塁 打 | 打 点 | 盗 塁 | 盗 塁 死 | 犠 打 | 犠 飛 | 四 球 | 敬 遠 | 死 球 | 三 振 | 併 殺 打 | 打 率 | 出 塁 率 | 長 打 率 | O P S |
| --------- | ------------ | ----- | ----- | ----- | ----- | ----- | -------- | -------- | -------- | ----- | ----- | ----- | -------- | ----- | ----- | ----- | ----- | ----- | ----- | -------- | ----- | -------- | -------- | ----- |
| 2014      | フローラ     | 32    | 86    | 73    | 6     | 14    | 3        | 0        | 0        | 17    | 14    | 1     | 0        | 5     | 3     | 3     | -     | 2     | 7     | 3        | .192  | .235     | .233     | .468  |
| 2015      | フローラ     | 51    | 144   | 110   | 12    | 29    | 4        | 1        | 1        | 38    | 16    | 1     | 2        | 19    | 2     | 11    | -     | 2     | 4     | 1        | .264  | .336     | .346     | .682  |
| 2016      | フローラ     | 40    | 137   | 101   | 12    | 30    | 7        | 1        | 0        | 39    | 22    | 1     | 0        | 17    | 1     | 11    | -     | 7     | 11    | 1        | .297  | .400     | .386     | .786  |
| 2017      | フローラ     | 46    | 160   | 138   | 13    | 53    | 12       | 0        | 0        | 65    | 19    | 5     | 4        | 10    | 2     | 8     | -     | 2     | 7     | 2        | .384  | .420     | .471     | .891  |
| 2018      | アストライア | 42    | 155   | 138   | 24    | 45    | 13       | 2        | 1        | 65    | 16    | 16    | 3        | 6     | 1     | 9     | -     | 1     | 5     | 1        | .326  | .369     | .471     | .840  |
| 2019      | アストライア | 66    | 204   | 176   | 27    | 46    | 4        | 0        | 3        | 59    | 12    | 7     | 3        | 6     | 3     | 13    | -     | 7     | 14    | 7        | .295  | .333     | .335     | .668  |
| JWBL：6年 | JWBL：6年    | 277   | 886   | 736   | 94    | 217   | 43       | 4        | 5        | 283   | 99    | 31    | 12       | 63    | 11    | 55    | -     | 21    | 48    | 15       | .295  | .356     | .385     | .741  |

- 2019年度シーズン終了時。
- 「-」は記録なし。
- 太字はリーグ1位。

### 記録
- 初出場：2014年4月3日、対ディオーネ戦、5番・三塁手
- 初打席：同上、1回裏に宮原臣佳から三ゴロ
- 初安打：同上、5回裏に宮原臣佳から左越2点適時二塁打

表彰
- ゴールデングラブ賞（一塁手、2018年・2019年）

タイトル
- ベストナイン（一塁手、2017年・2018年）
- 最多本塁打（2019年）

### 背番号
- 5 （2014年 - 2019年）